# Bursera hollickii
Bursera hollickii, do šest metara visoko stablo iz porodice brezuljevki. Endem je na Jamajki gdje se vodi kao ugrožena vrsta. Deblo je promjera do 25 cm, listovi su duljine do 12 cm, smješteni na krajevima grančica, debeli i kožnati.
Vrsta je ograničena na nekoliko suhih područja obraslih šikarama na stjenovitim vapnenačkim brdima u župi St. Catherine.